# 莫克拉扎普拉夫卡河
莫克拉扎普拉夫卡河（烏克蘭語：Мокра Заплавка），是烏克蘭的河流，位於該國中部第聶伯羅彼得羅夫斯克州，屬於奧列利河的左支流，發源自科托夫卡以南，河道全長30公里，流域面積301平方公里。